# Dārbadreh
Dārbadreh (persiska: داربدره) är en ort i Iran.   Den ligger i provinsen Kermanshah, i den västra delen av landet, 400 km väster om huvudstaden Teheran. Dārbadreh ligger 1 633 meter över havet och antalet invånare är 127.
Terrängen runt Dārbadreh är varierad. Runt Dārbadreh är det ganska glesbefolkat, med 39 invånare per kvadratkilometer. Närmaste större samhälle är Sarāb-e Sar Fīrūzābād, 4,2 km norr om Dārbadreh. Trakten runt Dārbadreh består till största delen av jordbruksmark.